# Norbourne Estates (Kentucky)
Norbourne Estates es una ciudad ubicada en el condado de Jefferson en el estado estadounidense de Kentucky. En el Censo de 2010 tenía una población de 441 habitantes y una densidad poblacional de 2.128,39 personas por km².

## Geografía
Norbourne Estates se encuentra ubicada en las coordenadas 38°14′48″N 85°38′48″O / 38.24667, -85.64667. Según la Oficina del Censo de los Estados Unidos, Norbourne Estates tiene una superficie total de 0.21 km², de la cual 0.21 km² corresponden a tierra firme y (0%) 0 km² es agua.

## Demografía
Según el censo de 2010, había 441 personas residiendo en Norbourne Estates. La densidad de población era de 2.128,39 hab./km². De los 441 habitantes, Norbourne Estates estaba compuesto por el 98.41% blancos, el 1.13% eran afroamericanos, el 0% eran amerindios, el 0.45% eran asiáticos, el 0% eran isleños del Pacífico, el 0% eran de otras razas y el 0% pertenecían a dos o más razas. Del total de la población el 1.59% eran hispanos o latinos de cualquier raza.